# Макс Вюнше
Макс Вюнше (на немски: Max Wünsche) е германски функционер от Вафен-СС и командир по време на Втората световна война.

## Биография
Макс Вюнше е роден на 20 април 1914 г. в Китлиц. През юли 1933 г. се присъединява към СС. През 1935 г. завършва SS-Junkerschule в Бад Тьолц и е повишен в унтерщурмфюрер. След това е назначен като командир на взвод в 1-ва СС дивизия Лайбщандарт СС Адолф Хитлер (ЛССАХ). През октомври 1938 г. Вюнше е назначен за адютант на Хитлер. В тази роля става част от Führerbegleitkommando (СС охранителна единица), които осигуряват лична безопасност за Хитлер.
През януари 1940 г. той отново е командирован в ЛССАХ, като командир на взвод за нахлуването в Холандия и битката за Франция. През декември 1940 г. той става адютант на Сеп Дитрих, където остава по време на нашествието на Балканите (операция Марита) и нахлуването в Съветския съюз (операция Барбароса). През февруари 1942 г. Вюнше получава командването на батальона ЛССАХ Щурмгешуц.
През 1942 г. Вюнше завършва курса за обучение на Генералния щаб в колежа за персонал в Германия и е повишен в щурмбанфюрер. През септември 1942 г. той е командирован в ЛССАХ и възобновява командването на батальона Щурмгешуц. Първата му акция е в Харков през 1943 г. На 25 февруари 1943 г. Вюнше води своите танкове в действия срещу отбранителна позиция, охранявана от съветската дивизия на 350-ото въоръжение. Подкрепена от артилерията, батальонът на Вюнше започва атаката си и прескача съветските фронтови линии, унищожавайки редица противотанкови оръдия. Нападението на Вюнше води до унищожаването на 47 артилерийски и противотанкови оръдия. По време на нападението са убити 800 съветски войници. За действията си по време на битките за Харков, Вюнше получава Германски кръст в злато и по-късно Рицарски кръст през февруари 1943 г.
През юни 1943 г. Вюнше се премества в ново дивизионно образувание във Франция, 12-а СС танкова дивизия Хитлерюгенд, за да поеме командването. На 6 юни 1944 г. съюзниците дебаркират в Нормандия, а подразделението се ангажира да предприеме действия на 7 юни. Те са разгромени, а в нощта на 20 август Вюнше бяга. Той е ранен и заловен от британски войници.
През 1944 г. е пратен в затвора и прекарва останалата част от войната като военнопленник в лагер 165 в Кайтис, Шотландия, специален лагер за високопоставени германски офицери. През 1948 г. Вюнше е освободен и се завръща в Западна Германия. Умира през 1995 г.